# Marc Fleischhauer
Marc Fleischhauer (* 8. August 1999) ist ein deutscher Fußballspieler.

## Karriere
Er begann mit dem Fußballspielen in der Jugendabteilung des FC Rot-Weiß Erfurt. Dort kam er auch zu seinem ersten Einsatz im Profibereich in der 3. Liga, als er am 21. April 2018, dem 35. Spieltag der Saison 2017/18 bei der 0:6-Heimniederlage gegen die SG Sonnenhof Großaspach in der 46. Spielminute für Tobias Kraulich eingewechselt wurde. Im Winter 2019 wechselte er zum  SV 09 Arnstadt und zu Beginn der Saison 2020/21 zurück zum FC Rot-Weiß Erfurt. Bereits im Oktober 2020 schloss er sich ligaintern dem FC An der Fahner Höhe an.